# Esiliiga 2002
L'edizione 2002 fu la 12ª edizione dell'Esiliiga. Vide la vittoria finale del FC Valga.

## Formula
Le 8 squadre partecipanti disputarono il campionato incontrandosi in due gironi di andata e e due di ritorno, per un totale di 28 giornate. Erano previsti una promozione diretta, un play-off spareggio con la penultima (settima) di Meistriliiga e un play-out.

## Squadre partecipanti
| Club           | Città      | Stagione precedente                                                     |
| -------------- | ---------- | ----------------------------------------------------------------------- |
| Elva           | Elva       | 5º posto                                                                |
| Kalev Sillamäe | Sillamäe   | 7º posto                                                                |
| Kuressaare     | Kuressaare | 8º posto in Meistriliiga                                                |
| Maardu         | Maardu     | 3º posto                                                                |
| Merkuur Tartu  | Tartu      | 4º posto                                                                |
| TJK            | Tallinn    | 2º nel girone Nord/Est di II Liiga come TJK-83, promosso dopo spareggio |
| Tammeka Tartu  | Tartu      | 1º nel girone Sud/Ovest di II Liiga                                     |
| Valga          | Valga      | 2º posto                                                                |

## Classifica finale
|  | Pos. | Squadra        | Pt | G  | V  | N | P  | GF | GS | DR  |
|  | ---- | -------------- | -- | -- | -- | - | -- | -- | -- | --- |
|  | 1    | Valga          | 79 | 28 | 26 | 1 | 1  | 86 | 20 | +66 |
|  | 2    | Kuressaare     | 53 | 28 | 17 | 2 | 9  | 82 | 50 | +32 |
|  | 3    | Maardu         | 47 | 28 | 13 | 8 | 7  | 79 | 55 | +24 |
|  | 4    | TJK            | 43 | 28 | 13 | 4 | 11 | 56 | 56 | 0   |
|  | 5    | Merkuur Tartu  | 33 | 28 | 10 | 3 | 15 | 47 | 73 | -26 |
|  | 6    | Tammeka Tartu  | 33 | 28 | 9  | 6 | 13 | 47 | 66 | -19 |
|  | 7    | Elva           | 20 | 28 | 5  | 5 | 18 | 40 | 61 | -21 |
|  | 8    | Kalev Sillamäe | 12 | 28 | 3  | 3 | 22 | 23 | 79 | -56 |

### Spareggio promozione/retrocessione per Meistriliiga
| 16 novembre 2002                                          | Kuressaare | 1 – 1     | Lootus Kohtla-Järve |  |
| \| \| \| \| \| A. Dubõkin 2’ \| Marcatori \| 41’ Popov \| |            |           |                     |  |
|                                                           |            |           |                     |  |
| A. Dubõkin 2’                                             | Marcatori  | 41’ Popov |                     |  |

| 24 novembre 2002                          | Lootus Kohtla-Järve | 0 – 1   | Kuressaare |  |
| \| \| \| \| \| \| Marcatori \| 85’ Õun \| |                     |         |            |  |
|                                           |                     |         |            |  |
|                                           | Marcatori           | 85’ Õun |            |  |

### Spareggio promozione/retrocessione per Esiliiga
| 16 novembre 2002 | MC Tallinn | 3 – 0 | Tammeka Tartu |  |

| 24 novembre 2002 | Tammeka Tartu | 2 – 3 | MC Tallinn |  |

### Verdetti
- FC Valga promosso in Meistriliiga 2003.
- Kuressaare promosso in Meistriliiga dopo la vittoria allo spareggio.
- Tammeka Tartu sconfitto allo spareggio e retrocesso in II Liiga, poi ripescato a completamento dell'organico.
- Elva e Kalev Sillamäe retrocessi in II Liiga.
- Maardu non iscritto in Esiliiga 2003.